# 陈刚毅 (工程师)
陈刚毅（1963年12月—），中国湖北咸宁人，中国共产党宣传偶像。
陈1986年毕业于湖北交通学校，毕业后任职于湖北省交通规划设计院，现为高级工程师。2001年受派遣前往西藏建设公路。2003年，被任命为昌都地区214国道角笼坝大桥项目负责人。其后，陈被查出患有癌症，但他仍抱病工作，坚持在西藏的工作。
2006年5月19日，被中华人民共和国人事部和中华人民共和国授予全国劳模的称号，成为八荣八耻宣传活动中的热点之一。